# Окрузи Финске
Финска се састоји од 19 округа (фин. maakunta, швед. landskap). Њима председавају окружни савети, путем којих се одвија сарадња између општина у оквиру округа. Иначе, окрузи су засновани на историјским и културним основама, па се кроз њих суштински огледа историјска подела финских земаља.
Основне надлежности округа су:
- регионално планирање и развој,
- развој предузетништва,
- образовање и
- подршка здравству.

Надлежности сваког округа спроводе се у дело путем деловања Завода за привредни развој, смештеног у седишту округа.

## Оландска острва
Оландска острва, мада су по површини и броју становника значајно мања од свих других округа, имају посебне надлежности аутономије, сходно свом издовојеном, острвском положају и својој историјским, културним и етничким условљеностима (готово у целости етнички Швеђани). Аутономија Оланда се огледа у знатно ширим надлежностима у односу на све округе, који су „на копну“.

## Списак округа
| Грб                   | Назив округа (ознака на карти)         | Фински назив /Шведски назив            | Седиште округа | Површина (у km²) | Број ст. (31. 1. 2012) | Густ.нас. (ст./km²) |
| --------------------- | -------------------------------------- | -------------------------------------- | -------------- | ---------------- | ---------------------- | ------------------- |
| Јужна Карелија        | Јужна Карелија (02)                    | Etelä-Karjala /Södra Karelen           | Лапенранта     | 5.612,8          | 133.249                | 23,7                |
| Јужна Остроботнија    | Јужна Остроботнија (03)                | Etelä-Pohjanmaa /Södra Österbotten     | Сејнејоки      | 13.443,8         | 193.735                | 14,4                |
| Јужна Савонија        | Јужна Савонија (04)                    | Etelä-Savo /Södra Savolax              | Микели         | 13.977,3         | 153.715                | 11,0                |
| Кајину                | Кајину (05)                            | Kainuu /Kajanaland                     | Кајани         | 21.501,1         | 81.232                 | 3,8                 |
| Кименска Долина       | Кименска Долина (09)                   | Kymenlaakso /Kymmenedalen              | Коувола        | 5.147,8          | 181.775                | 35,3                |
| Нова Земља            | Нова Земља (18)                        | Uusimaa /Nyland                        | Хелсинки       | 9.096,4          | 1.550.362              | 170,4               |
| Оландска острва       | Оландска острва (01) - АУТОНОМНИ ОКРУГ | Ahvenanmaa /Åland                      | Маријехамн     | 1.552,4          | 28.361                 | 18,3                |
| Остроботнија          | Остроботнија (12)                      | Pohjanmaa /Österbotten                 | Васа           | 7.750,1          | 179.140                | 23,1                |
| Пејенска Тавастија    | Пејенска Тавастија (16)                | Päijät-Häme /Päijänne Tavastland       | Лахти          | 5.124,6          | 202.204                | 39,5                |
| Пирканска земља       | Пирканска земља (11)                   | Pirkanmaa /Birkaland                   | Тампере        | 12.446,3         | 491.743                | 39,5                |
| Сатакунта             | Сатакунта (17)                         | Satakunta /Satakunda                   | Пори           | 7.957,1          | 226.537                | 28,5                |
| Северна Карелија      | Северна Карелија (13)                  | Pohjois-Karjala /Norra Karelen         | Јоенсу         | 17.762,6         | 165.869                | 9,3                 |
| North Ostrobothnia    | Северна Остроботнија (14)              | Pohjois-Pohjanmaa /Norra Österbotten   | Оулу           | 35.507,5         | 397.964                | 11,2                |
| Северна Савонија      | Северна Савонија (15)                  | Pohjois-Savo /Norra Savolax            | Куопио         | 16.768,5         | 248.143                | 14,8                |
| Средишња Остроботнија | Средишња Остроботнија (07)             | Keski-Pohjanmaa /Mellersta Österbotten | Кокола         | 5.018,5          | 68.504                 | 13,7                |
| Средишња Финска       | Средишња Финска (08)                   | Keski-Suomi /Mellersta Finland         | Јивескиле      | 16.704,0         | 274.409                | 16,4                |
| Ужа Тавастија         | Ужа Тавастија (06)                     | Kanta-Häme /Egentliga Tavastland       | Хеменлина      | 5.199,7          | 175.253                | 33,7                |
| Ужа Финска            | Ужа Финска (19)                        | Varsinais-Suomi /Egentliga Finland     | Турку          | 10.660,73        | 467.245                | 43,8                |
| Лапонија              | Лапонија (10)                          | Lappi /Lappland                        | Рованијеми     | 92.661,6         | 183.318                | 2,0                 |

## Државна тела за управљање окрузима
За потребе подршке окрузима финска држава је основала 7 државних тела за управљање окрузима 2010. године. Она су „наследници“ ранијих покрајинских подружница, која су тиме укинута.